# Breekblaadje
Breekblaadje (Campylopus pyriformis) is een soort uit het geslacht kronkelsteeltje (Campylopus). Het is vooral op de hogere zandgronden algemeen aan te treffen, vooral op de grond in heide, langs venranden en in lichte bossen, maar ook op boomstronken. 

## Determinatie
Marcroscopisch
De delicate, 0,5–3 cm hoge planten vormen dichte, geelgroene gazons. Ze lijken op de soort Dicranodontium denudatum. Ze zijn eenvoudig herkenbaar aan de kenmerkende broedblaadjes. Deze broedblaadjes vormen een efficiënt verspreidingsmechanisme maar de soort vormt ook vrij regelmatig kapsels. De bladeren zijn lancetvormig. Vooral de bovenste zijn erg smal, langwerpig, licht gebogen en uitgetrokken in een lange punt. 
Microscopisch
De laminacellen zijn onregelmatig rechthoekig. In het onderste deel van het blad zijn ze hyaliene met dunne celwanden. In het bovenste gedeelte zijn ze langwerpig en rechthoekig, in het bovenste deel korter en dikker. De bladrandcellen zijn slechts onduidelijk gedifferentieerd.

## Verspreiding
Breekblaadje groeit in zeer verschillende delen van de wereld: Zuidoost-Zuid-Amerika, West-Europa inclusief de Atlantische eilanden, Midden- en Zuid-Afrika, Australië, Nieuw-Zeeland en de eilanden in de Stille Oceaan, in Centraal-Azië en op individuele plaatsen in Noord-Amerika. Er wordt aangenomen dat het oorspronkelijke verspreidingsgebied in Zuid-Amerika lag en van daaruit is meegesleept door mensen en vogels. Het is waarschijnlijk in de 17e of 18e eeuw in Europa geïntroduceerd.

## Fotogalerij

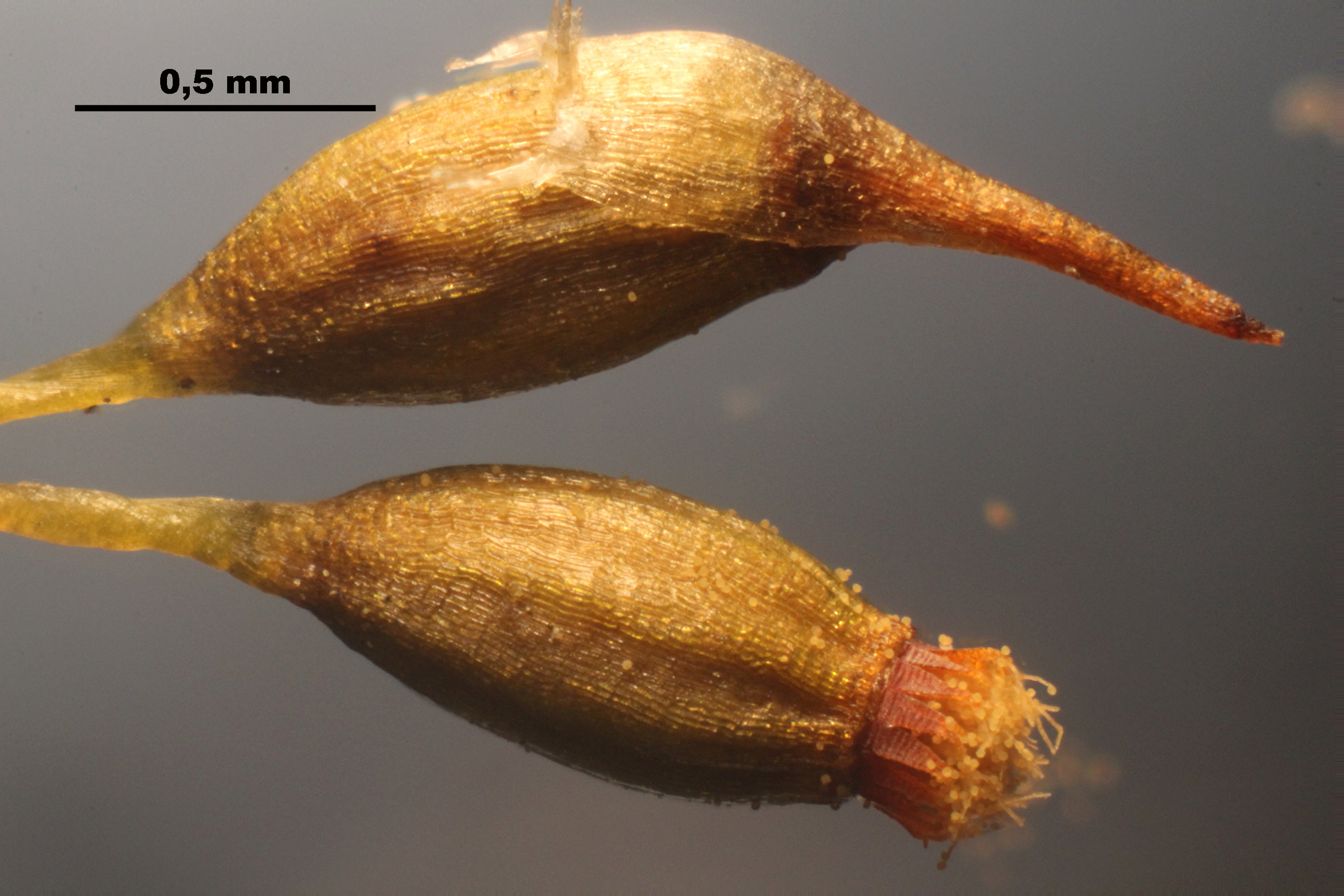
Kapsels
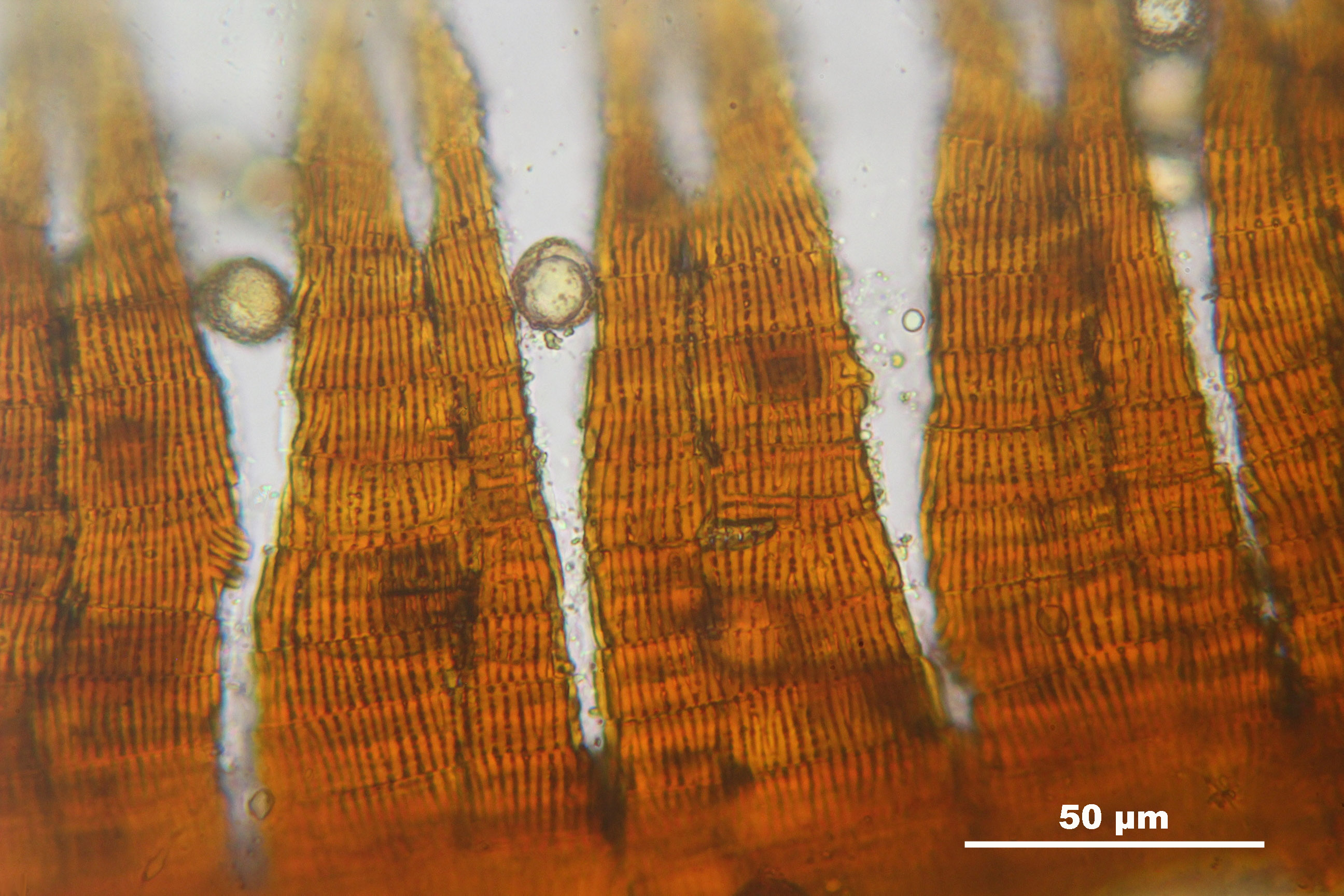
Peristom
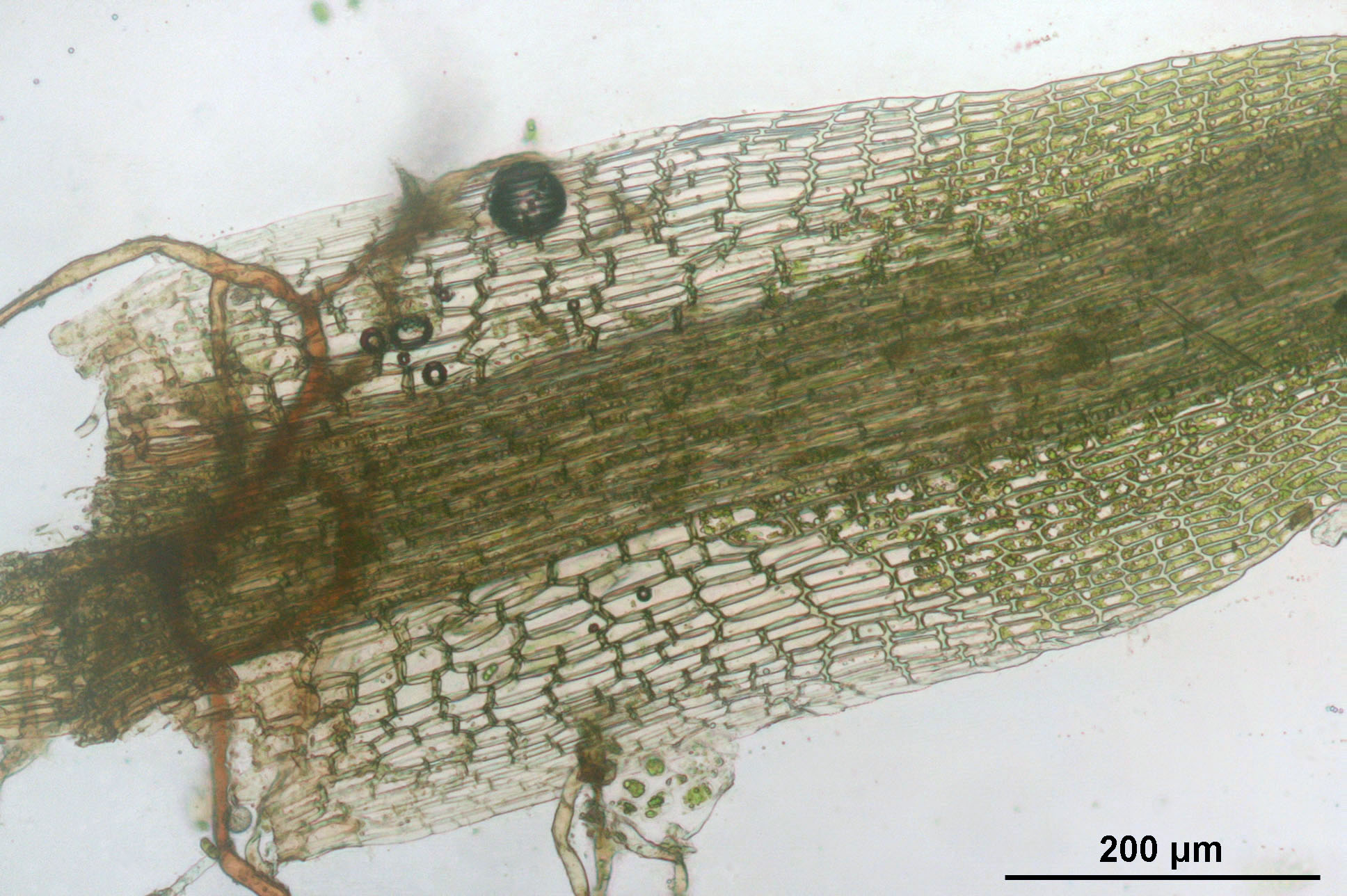
Bladbasis
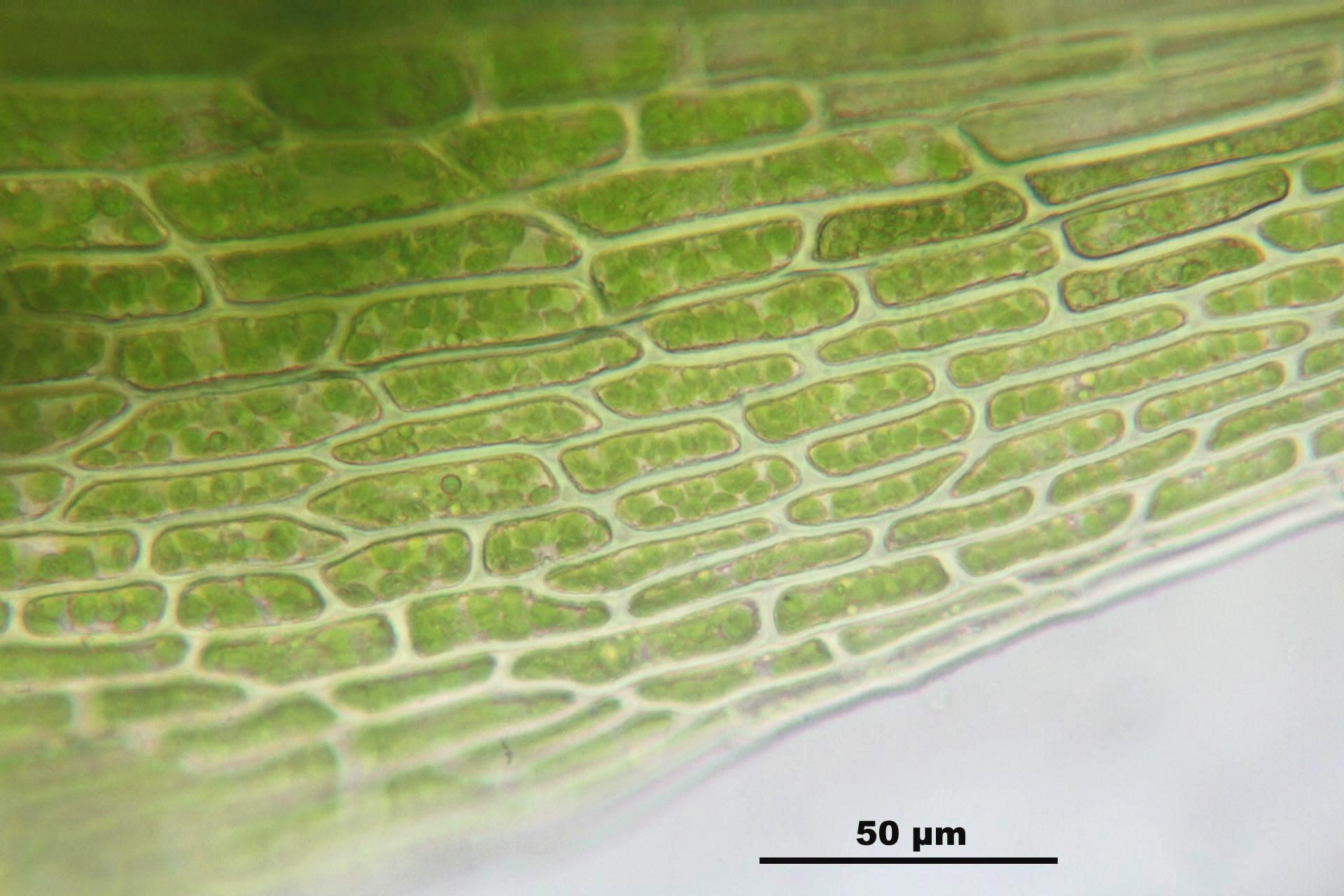
Bladcellen